# آنتوان بشان
آنتوان بشان (فرانسوی: Antoine Béchamp‎; ۱۶ اکتبر ۱۸۱۶ – ۱۵ آوریل ۱۹۰۸) یک شیمی‌دان اهل فرانسه بود. عمده شهرت وی به دلیل کشف روش تهیه آنیلین است.